# 左翼分子联盟
左翼分子联盟（匈牙利語：Baloldali Szövetség）是匈牙利的一个左翼选举联盟，由是的团结为了匈牙利运动和匈牙利工人黨组成，它们为参加2022年匈牙利议会选举而建立该联盟。